# Arteria scapolare dorsale
L'arteria scapolare dorsale (dorsale della scapola o ramo profondo dell'arteria cervicale trasversa), deriva direttamente dall'arteria succlavia. essa si dirige indietro e in basso fino all'angolo superiore della scapola dove si divide nei suoi due rami, una laterale per anastomizzarsi con l'arteria soprascapolare e l'altro che decorre lungo il margine vertebrale o mediale della scapola (al di dietro del muscolo elevatore della scapola) fino all'angolo inferiore. Quest'ultimo discende vascolarizza i muscoli romboidi, muscolo grande dorsale, muscolo trapezio e la cute ad esso sovrastante; entra poi a far parte del circolo anastomotico della scapola insieme all'arterie sovrascapolare, sottoscapolare e circonflessa della scapola.